# Quốc hội Gruzia
Quốc hội Gruzia (tiếng Gruzia: საქართველოს პარლამენტი, đã Latinh hoá: sakartvelos p'arlament'i) là cơ quan lập pháp nhất viện của Gruzia, gồm 150 nghị sĩ được bầu theo hệ thống đại diện tỷ lệ.
Nhiệm kỳ của mỗi khóa Quốc hội là bốn năm. Quốc hội Gruzia thực hiện quyền lập pháp cao nhất và phân quyền một phần quyền lập pháp cho nghị viện của Adjara và Abkhazia.

## Lịch sử

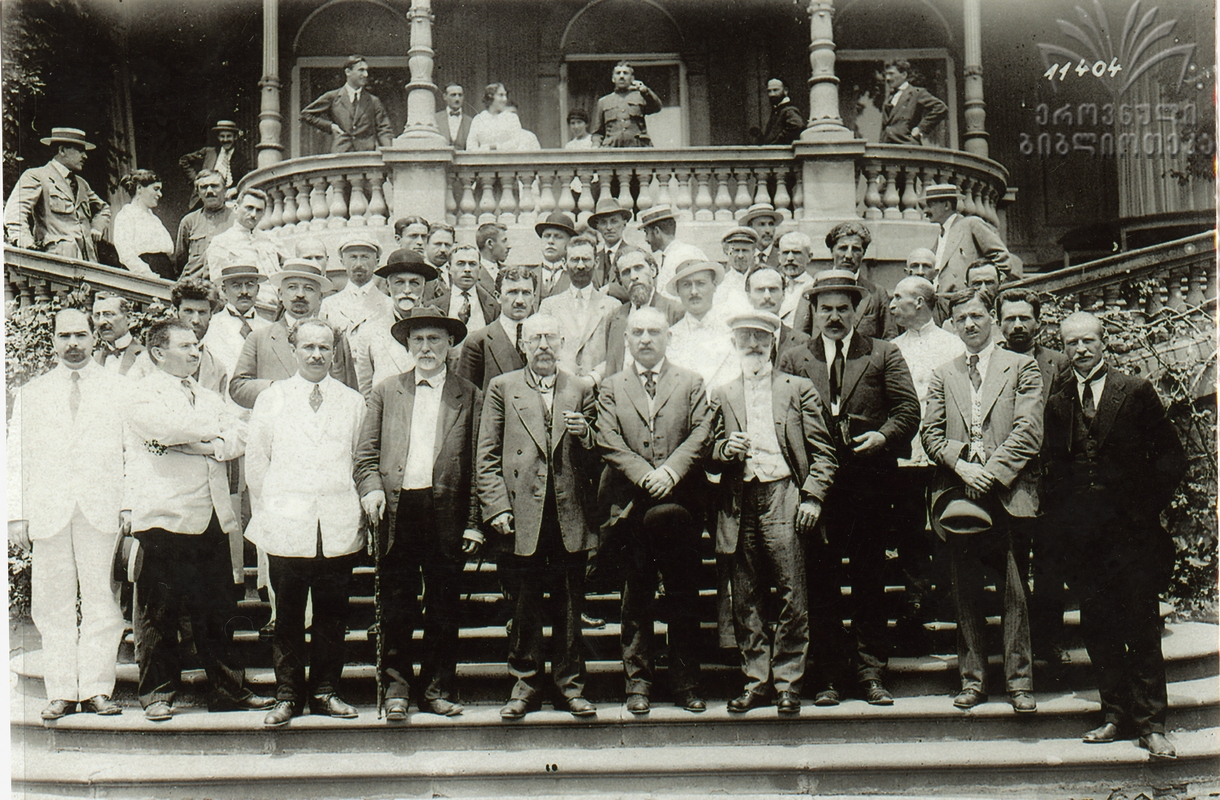
Các thành viên Hội đồng Quốc gia Gruzia sau khi thông qua Tuyên ngôn độc lập Gruzia, ngày 26 tháng 5 năm 1918

Năm 1918, Hội đồng Quốc gia Gruzia thông qua Tuyên ngôn độc lập Gruzia, thành lập Cộng hòa Dân chủ Gruzia, và đổi tên thành Quốc hội Gruzia. Năm 1921, Quốc hội thông qua bản hiến pháp đầu tiên của Gruzia. Tuy nhiên, Hồng quân xâm lược Gruzia ngay sau khi hiến pháp được thông qua, thành lập Cộng hòa Xã hội chủ nghĩa Xô viết Gruzia thuộc Liên Xô. Trụ sở Xô viết tối cao Cộng hòa Xã hội chủ nghĩa Xô viết Gruzia (hiện là trụ sở Quốc hội) được khởi công vào năm 1938 và hoàn thành vào năm 1953, do kiến trúc sư Viktor Kokorin và Giorgi Lezhava thiết kế.

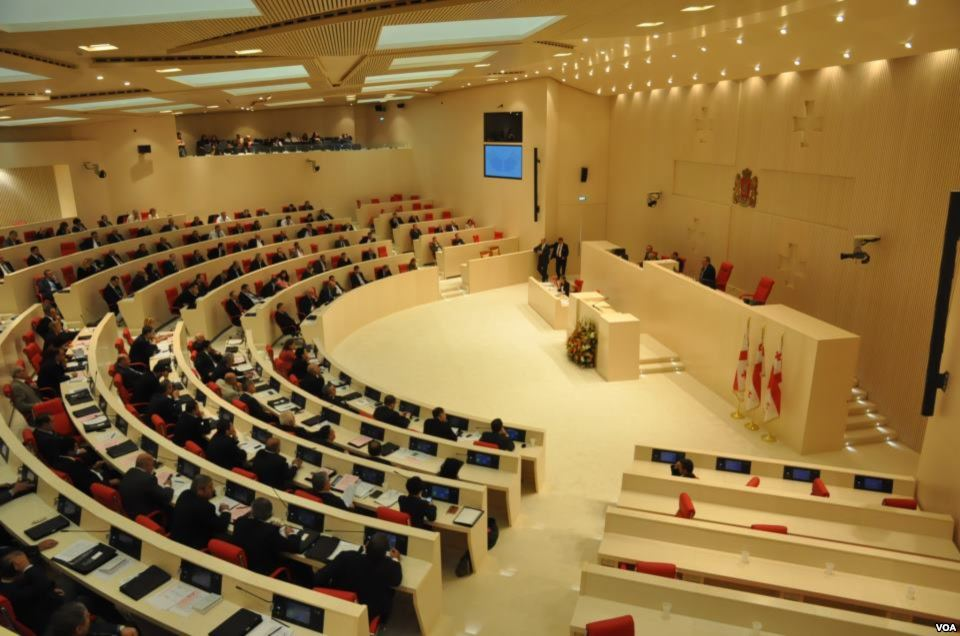
Hội trường Tòa nhà Quốc hội Gruzia ở Kutaisi

Ngày 24 tháng 8 năm 1995, Quốc hội thông qua hiến pháp mới, thành lập một bán tổng thống chế với quốc hội nhất viện  Năm 2011, Tổng thống Gruzia Mikheil Saakashvili công bố một sửa đổi hiến pháp quy định trụ sở của Quốc hội là ở Kutaisi nhằm phân quyền trung ương gần với vùng ly khai Abkhazia, nhưng bị chỉ trích là làm suy yếu Quốc hội.
Ngày 26 tháng 5 năm 2012, Saakashvili khánh thành Tòa nhà Quốc hội Gruzia tại Kutaisi. Công trình bị chỉ trích vì phá hủy đài tưởng niệm chiến tranh Liên Xô tại địa điểm Tòa nhà Quốc hội.
Từ ngày 1 tháng 1 năm 2019,  trụ sở của Quốc hội được dời lại về Tbilisi, tương tự như tình hình trước năm 2012.

## Cơ cấu tổ chức
Quốc hội là cơ quan đại biểu cao nhất tối cao của Gruzia. Quốc hội thực hiện quyền lập pháp, quyết định chính sách đối nội, đối ngoại cơ bản của Gruzia, giám sát hoạt động của Chính phủ thực hiện những quyền hạn khác theo quy định của Hiến pháp.
Quốc hội hiện tại là cơ quan lập pháp nhất viện. Hiến pháp Gruzia quy định sau khi Gruzia khôi phục hoàn toàn chủ quyền trên toàn bộ lãnh thổ Gruzia (bao gồm Abkhazia và Nam Ossetia ly khai do Nga chiếm đóng) thì Quốc hội được tổ chức thành lưỡng viện, gồm Hạ viện và Thượng viện. Hạ viện sẽ gồm các hạ nghị sĩ được bầu theo hệ thống đại diện tỷ lệ, Thượng viện sẽ gồm các thượng nghị sĩ được bầu từ Abkhazia, Adjara, các đơn vị lãnh thổ khác của Gruzia và năm thượng nghị sĩ do tổng thống Gruzia bổ nhiệm.
Quốc hội gồm 150 nghị sĩ được bầu theo hệ thống đại diện tỷ lệ. Nhiệm kỳ của mỗi khóa Quốc hội là bốn năm.

## Bầu cử
Quốc hội được bầu theo nguyên tắc phổ thông đầu phiếu, tự do, bình đẳng và trực tiếp và bỏ phiếu kín. Bầu cử Quốc hội được tổ chức vào thứ Bảy cuối cùng của tháng 10 trong năm mà Quốc hội hết nhiệm kỳ. Trong trường hợp Quốc hội bị giải tán thì phải tổ chức bầu cử Quốc hội sớm nhất là 45 ngày và chậm nhất là 60 ngày sau khi Quốc hội bị giải tán. Nếu đang có tình trạng khẩn cấp hoặc thiết quân luật thì phải tổ chức bầu cử Quốc hội sớm nhất là 45 ngày và chậm nhất là 60 ngày sau khi tình trạng khẩn cấp hoặc thiết quân luật bị bãi bỏ.
Công dân Gruzia có quyền bầu cử, đủ 25 tuổi trở lên và đã thường trú ở Gruzia ít nhất 10 năm có quyền ứng cử nghị sĩ Quốc hội. Người bị kết án tù không có quyền ứng cử nghị sĩ Quốc hội. Một đảng có ít nhất một thành viên là nghị sĩ Quốc hội hoặc được ít nhất 25.000 cử tri ủng hộ có quyền tham gia bầu cử. Ngưỡng bầu cử là 5% số phiếu bầu và các đảng không được thành lập khối tranh cử.

## Kỳ họp
Kỳ họp đầu tiên của Quốc hội khóa mới phải được triệu tập chậm nhất là 10 ngày sau khi kết quả bầu cử được công bố. Tổng thống triệu tập kỳ họp đầu tiên của Quốc hội khóa. Quốc hội mỗi năm họp hai kỳ, kỳ họp thứ nhất từ tháng 9 đến tháng 12, kỳ họp thứ hai từ tháng 2 đến tháng 6. Tổng thống triệu tập kỳ họp bất thường của Quốc hội trong trường hợp chủ tịch Quốc hội, ít nhất một phần tư số nghị sĩ Quốc hội hoặc Chính phủ yêu cầu.

## Nhiệm vụ và quyền hạn
Chính phủ, nghị sĩ Quốc hội, một khối trong Quốc hội, ủy ban Quốc hội, nghị viện của Abkhazia và Adjara và ít nhất 25.000 cử tri có quyền trình dự luật trước Quốc hội. Luật của Quốc hội phải được quá nửa số nghị sĩ Quốc hội có mặt biểu quyết tán thành nhưng ít nhất là một phần ba tổng số nghị sĩ Quốc hội. Luật do Quốc hội thông qua được đệ trình lên tổng thống chậm nhất là 10 ngày. Tổng thống phải công bố luật hoặc đề nghị Quốc hội xem xét lại chậm nhất là 2 tuần. Nếu Quốc hội tiếp thu ý kiến của tổng thống thì luật sửa đổi được trình lên tổng thống chậm nhất là 5 ngày và tổng thống phải công bố luật chậm nhất là 5 ngày. Nếu Quốc hội bác bỏ ý kiến của tổng thống thì luật được trình lên tổng thống chậm nhất là 3 ngày. Trong trường hợp tổng thống không công bố luật trong thời hạn này thì chủ tịch Quốc hội công bố luật.
Quốc hội có quyền phê chuẩn, chấm dứt hiệu lực điều ước quốc tế nếu quá nửa tổng số nghị sĩ Quốc hội biểu quyết tán thành,  và luận tội tổng thống, thành viên Chính phủ, thẩm phán Tòa án tối cao, Tổng công tố viên, Tổng kiểm toán hoặc thành viên Hội đồng Ngân hàng Quốc gia. Tổng thống có quyền giải tán Quốc hội nếu Quốc hội bỏ phiếu bất tín nhiệm Chính phủ chậm nhất là 14 ngày kể từ cuộc bỏ phiếu.

## Chủ tịch
Chủ tịch Quốc hội do Quốc hội bầu bằng hình thức bỏ phiếu kín theo quá nửa tổng số nghị sĩ Quốc hội. Chủ tịch Quốc hội chủ trì kỳ họp Quốc hội, bảo đảm quyền tự do ngôn luận của nghị sĩ Quốc hội và ký chứng thực văn bản của Quốc hội.

## Trụ sở
Trụ sở của Quốc hội là Tòa nhà Quốc hội tại Tbilisi. Từ năm 2012 đến năm 2018, Quốc hội họp thường kỳ tại Kutaisi, 231 kilômét (144 mi) về phía tây Tbilisi. Sau khi sửa đổi hiến pháp năm 2017 có hiệu lực vào tháng 12 năm 2018, trụ sở của Quốc hội được dời về thủ đô vào tháng 1 năm 2019.